# وسي سر (استر أباد)
وسي سر (بالفارسية: وسی‌سر) هي قرية تقع في إيران في قسم استر أباد الریفي.